# Domínio de Lipschitz
Na matemática, o domínio de Lipschitz (ou domínio com fronteira de Lipschitz) é um domínio no espaço Euclidiano cujas fronteiras são "suficientemente regulares" no sentido que pode ser considerada como se fosse o gráfico de uma função Lipschitz contínua. O termo foi nomeado após o matemático alemão Rudolf Lipschitz.
Esses domínios também são chamados de domínios fortes de Lipschitz como contraste dos domínios fracos de Lipschitz, que são uma classe mais geral de domínios. Um domínio fraco de Lipschitz  é um domínio cujas fronteiras são localmente planificadas.

## Definição
Seja {\displaystyle n\in \mathbb {N} }. Tomamos {\displaystyle \Omega } como um subconjunto aberto e limitado em {\displaystyle \mathbb {R} ^{n}} e {\displaystyle \partial \Omega } denotar as fronteiras de {\displaystyle \Omega }. Então {\displaystyle \Omega } é chamado de domínio de Lipschitz se para cada ponto {\displaystyle p\in \partial \Omega } existe um hiperplano {\displaystyle H} de dimensão {\displaystyle n-1} através de {\displaystyle p}, uma função contínua de Lipschitz {\displaystyle g:H\rightarrow \mathbb {R} } em cima do hiperplano e os valores de {\displaystyle r>0} e {\displaystyle h>0} tal que
- {\displaystyle \Omega \cap C=\left\{x+y{\vec {n}}\mid x\in B_{r}(p)\cap H,\ -h<y<g(x)\right\}}
- {\displaystyle (\partial \Omega )\cap C=\left\{x+y{\vec {n}}\mid x\in B_{r}(p)\cap H,\ g(x)=y\right\}}

Onde
{\displaystyle {\vec {n}}} é um vetor unitário que é normal à {\displaystyle H},
{\displaystyle B_{r}(p):=\{x\in \mathbb {R} ^{n}\mid \|x-p\|<r\}},
{\displaystyle C:=\left\{x+y{\vec {n}}\mid x\in B_{r}(p)\cap H,\ -h<y<h\right\}}.
Mais geralmente, {\displaystyle \Omega } é dito ser Lipschitz fraco se para cada ponto {\displaystyle p\in \partial \Omega } existe um raio {\displaystyle r>0}e {\displaystyle l_{p}:B_{r}(p)\rightarrow Q} tal que
- {\displaystyle l_{p}} é bijetora;
- {\displaystyle l_{p}} e {\displaystyle l_{p}^{-1}} são ambas funções contínuas de Lipschitz;
- {\displaystyle l_{p}\left(\partial \Omega \cap B_{r}(p)\right)=Q_{0}};
- {\displaystyle l_{p}\left(\Omega \cap B_{r}(p)\right)=Q_{+}};

onde {\displaystyle Q} denota a bola unitária {\displaystyle B_{1}(0)} em {\displaystyle \mathbb {R} ^{n}} e
{\displaystyle Q_{0}:=\{(x_{1},\ldots ,x_{n})\in Q\mid x_{n}=0\}};
{\displaystyle Q_{+}:=\{(x_{1},\ldots ,x_{n})\in Q\mid x_{n}>0\}}.

## Aplicações
Muitas das desigualdades de Sobolev requerem que o domínio de estudo seja um domínio de Lipschitz. Consequentemente, muitas equações diferenciais parciais e cálculos variacionais sejam definidas em domínios de Lipschitz.